# Жанна Сове
Жа́нна Маті́льда Сове́ (фр. Jeanne Mathilde Sauvé); 23 квітня 1924, Прюдом, Саскачеван — 26 січня 1993, Монреаль) — канадський політик, журналістка і 23-й Генерал-губернатор Канади.

## Біографія
Народилася у французькомовній сім'ї, випускниця Оттавського університету, продовжувала навчання в Парижі й Лондоні.
- 1951—1952 — помічник директора відділу молоді ЮНЕСКО.
- 1952—1964 — займалася журналістською діяльністю.
- 1964—1966 — президент Інституту зв'язків з громадськістю.
- 1966—1972 — генеральний секретар Федерації художників і письменників Канади.
- 1972 — член Ліберальної партії Канади.
- 1972—1974 — державний міністр з питань науки та технологій.
- 1973—1984 — депутат Палати Громад федерального парламенту Канади.
- 1974—1975 — міністр довкілля Канади.
- 1975—1979 — міністр зв'язку Канади.
- 1980—1984 — спікер Палати Громад Парламенту Канади.
- 1984—1990 — Генерал-губернатор Канади.

Від 1990 року проживала в Монреалі й працювала у Фонді Сове.